# Estação Central de Taipé
A Estação Central de Taipé (chinês: 台北車站, pinyin: Táiběi chēzhàn) é uma estação ferroviária e metroviária em Taipé, Taiwan. É servida pela ferrovia de alta velocidade de Taiwan, pela Taiwan Railways Administration, pelo metrô de Taipé e pelo metrô de Taoyuan [en].
A primeira geração da estação foi inaugurada em 20 de outubro de 1891, durante o domínio Qing. A atual estação foi inaugurada em 2 de setembro de 1989, para de adequar ao projeto de ferrovia subterrânea do governo.